# Amino (xarxa social)
Amino és una xarxa social i una  aplicació de mitjans de iOS i Android d'origen Estats Units d'Amèrica | nord-americà, desenvolupada per Narvii, Inc. fundada en 31 de gener de a 2014 per Ben Anderson i Yin Wang. L'aplicació es basa en  fandoms i / o comunitats de diferents temes, que l'usuari pot triar en quin ingressar. Els usuaris poden publicar qualsevol cosa relacionada amb el tema, que pot ser en forma de bloc, fòrums, enquestes, votació, visitar  wikis, xats i altres coses. Actualment té 10 milions de descàrregues a la Play Store i 16 milions de descàrregues en l'App Store.

## Origen
En 2012, a Anderson i Wang se'ls va ocórrer la idea de crear una comunitat similar a una convenció mentre assistien a una convenció d'anime en Boston, Massachusetts, Estats Units. En el mateix any, van llançar dues aplicacions centrades en K-pop, videojocs i fotografia, permetent als fanàtics d'aquests temes parlar lliurement i opinar.
El 31 de gener de 2014, es va llançar oficialment Amino a la App Store de iOS i en 15 de juny de 2016 a Google Play en Android, i les aplicacions de fotografia i K-pop llançades anteriorment es van convertir en les primeres comunitats Amino. En juliol de 2014, Anderson i Wang van crear l'empresa matriu de Amino, Narvii, i van rebre $ 8.700.000 en finançament inicial.

## Popularitat
L'aplicació causa de la seva primícia tan interessant ha cridat l'atenció de milions de joves, tenint un gran auge durant el 2017 i 2018, però després d'aquests anys, ia causa d'un desinterès dels creadors en la seva pròpia app, deixant centenars d'errors i mal funcionament dels servidors, la quantitat de gent que fa servir l'App ha anat disminuint cada vegada més.

## Controvèrsies
Una controvèrsia molt forta lligada a Amino, periodistes en diversos països van fer crítiques i han plantejat preocupacions pel que fa a la privacitat de les dades dels usuaris generats per l'ús de l'aplicació, sobretot perquè és popular entre els nens i adolescents, la qual cosa va convertir a la xarxa social en una eina ideal per a la pràctica de l'grooming i extorsions. A causa de la facilitat d'accés a un compte d'aquesta xarxa, es reporten diàriament casos d'engany pederasta en els quals els agressors accedeixen mitjançant la creació de perfils falsos, iniciant la captació de possibles víctimes a través dels xats i els perfils falsos. En la majoria dels casos, els groomers ingressen amb perfils falsos i fent-se passar per menors per obtenir de forma més segura dades i informació de les víctimes, garantint en molts casos una interacció reeixida. Molts d'aquests casos desemboquen en abusos sexuals, segrestos i en el pitjor dels casos, la mort de les víctimes.

### Cas Brisa González
El 20 de novembre de 2017, va generar una forta polèmica a Uruguai, el cas d'una nena de 12 anys, anomenada Brissa Gonzáles Gerés, que xateig en aquesta xarxa social amb un pederasta (Williams Pintos, un taxista de 40 anys que ja havia estat detingut per delictes sexuals), que la va esperar a la parada de l'autobús escolar i se la va endur en el seu automòbil particular lar. El cos de la nena, lligada de mans i violada, va aparèixer enterrat en una pineda a 14 km un parell de dies després. Mesos abans, la mare de Brissa li va llevar el telèfon mòbil perquè notava que la nena estava molt distreta i no rendia el mateix que abans en els seus estudis, però en aquell moment no va revisar el mòbil. Només després de la seva desaparició, es va revelar que Brissa era usuària de l'app Amino en una comunitat suposadament d'anime on xatejava amb altres usuaris, i entre ells es va descobrir una conversa amb un usuari masculí de el qual encara no se sabien dades. Pintos va ser detingut perquè el seu automòbil va ser gravat per la càmera de seguretat d'un forn propera a la parada d'autobús. El cas va ser portat a judici per delicte d'homicidi, on l'acusat podria rebre una condemna de més de 25 anys de presó, però l'assassí es va acabar suïcidant.